# الظهرة العليا (القفر)

تعديل مصدري - تعديل

الظهرة العليا هي إحدى قرى عزلة بني سيف السافل بمديرية القفر التابعة لمحافظة إب، بلغ تعداد سكانها 257 نسمة حسب تعداد اليمن لعام 2004.